# Стахів Володимир Павлович
Володи́мир Па́влович Ста́хів (1910, с. Бзовиця, Зборівський повіт, Королівство Галичини та Володимирії, Австро-Угорська імперія — 1971, Мюнхен, ФРН) — український громадсько-політичний діяч, журналіст і публіцист. Активний член ОУН від 1929. Міністр зовнішніх справ в уряді Українського Державного Правління 1941. Співредактор журналів «До зброї» і «Сучасність». Старший брат Євгена Стахова.

## Життєпис

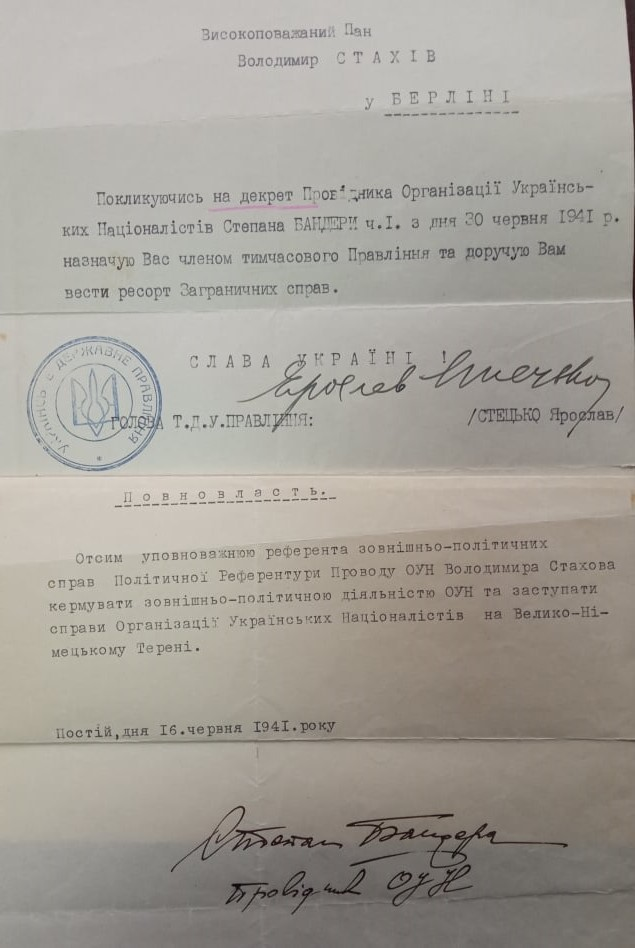
Постанова, підписана Ярославом Стецьком та Степаном Бандерою про призначення Володимира Стахіва до складу Українського державного правління

Володимир Стахів народився у селі Бзовиця — нині село в Зборівській міській громаді, Тернопільського району Тернопільської області в родині булавного Української Галицької Армії (УГА), учасника походу на Київ Павла Стахіва (1880—1960).
Закінчив гімназію у Перемишлі в 1930 році, де став членом Пласту, Юнацтва ОУН, а потім і самої ОУН. Згодом став провідником Перемиської округи ОУН, однак через деякий час виїхав до Берліну на політехнічні студії. Під час навчання у Берліні брав активну участь в українському студентському русі, особливо на міжнародному форумі. Редагував (до 1941) бюлетень Української пресової служби українською та німецькою мовами та інформував про українські справи кореспондентів міжнародної преси. У 1937 у Берліні налагодив співпрацю із представником Латвії Ернестом Трейгутом-Тале, був одним з керівників розвідки ОУН .
Після вторгнення Третього Рейху до СРСР у червні 1941 року Стахів написав листа Адольфові Гітлеру, в якому говорив про свою віру в те, що «єврейсько-більшовицький вплив на Європу незабаром буде зупинено» і виказував надію на можливість створення незалежної української держави після операції «Барбаросса». Згодом Стахів став членом Українського державного правління у Львові (1941), і був відповідальний за зовнішню політику.
15 вересня 1941 року Стахова заарештувало Гестапо, і згодом він був ув'язнений в «бараку» Целленбау нацистського концтабору в Заксенгаузені (до 1944).
Надалі жив еміграції в Мюнхені. Стахів входив до проводу Закордонних частин ОУН, Закордонного проводу УГВР та Політичної ради ОУНз. У різні періоди також очолював Спілку українських журналістів на еміграції в Німеччині та Лігу політичних в'язнів. Був головним редактором газет «Українська трибуна», «Сучасна Україна», а також співредактором журналів «До зброї» і «Сучасність». Помер 1971 року в Мюнхені.